# Anthracite (film)
Pour les articles homonymes, voir Anthracite (homonymie).
Pour plus de détails, voir Fiche technique et Distribution.
Anthracite est un film français par Édouard Niermans en 1979, sorti en 1980.

## Synopsis
Dans un collège religieux, les consignés de fin de semaine sont encore nombreux, mais ils ont décidé de s'amuser tout de même aux dépens du Père Godard, surnommé Anthracite.

## Fiche technique
- Titre : Anthracite
- Réalisation : Édouard Niermans
- Scénario : Édouard Niermans
- Société de Production : Société Rush
- Photographie : Bernard Lutic
- Musique : Alain Jomy
- Son : Paul Lainé
- Décors : Didier Haudepin
- Montage : Yves Deschamps
- Pays d'origine : France
- Genre : Drame
- Durée : 90 minutes
- Date de sortie en France : 27 août 1980

## Distribution
- Bruno Cremer : le préfet des études
- Jean Bouise : le recteur
- Jean-Pol Dubois : le père Godard, dit "Anthracite"
- Jérôme Zucca : Pierre
- Jean-Pierre Bagot : le professeur de gymnastique
- Paul Bisciglia : la concierge
- Jenny Clève : la mère supérieure
- Maria Machado : la mère de Pierre
- Roland Bertin : le surveillant Savary
- Jacques Bonnaffé : Michel Fouquet
- Pierre Baldini : le cuisinier
- Guy Dhers : le père d'un élève
- Bernard Léonard : Ver-au-cul
- Emilien Rex : le professeur de chant
- Firmin Seigre : Gilbert
- Louis Castelyn : un prêtre
- Emile Dutraunnoy : un membre du personnel
- Jean Pannier : un membre du personnel
- Pierre Rosée : un membre du personnel
- Cyril Barbe : Lamache
- Arnaud Palozzi : un élève
- Guillaume Boileve : un élève
- Eric Taraud : un élève
- Yves Thuillier : Scittivaux
- Cyril Kamir : un élève
- Julien Chartier : un élève
- Eliane Mazel : la sœur infirmière
- Alain Gauthier : un élève
- Hugues Audouard : un élève
- Alain Roques : un élève